# التهاب الأمعاء بالعنقوديات
التهاب الأمعاء بالعُنْقودِيَّات (المُكَوَّراتِ العنقودية) (بالإنجليزية: Staphylococcus aureus)‏ هو التهاب يحدث عادة بسبب أكل أو شرب مواد ملوثة بسم العنقوديات، السم وليس البكتيريا يستقر في الأمعاء الدقيقة ويسبب الالتهاب والتورم. وهذا بدوره يمكن أن يسبب ألم في البطن والتشنجات والجفاف والإسهال والحمى.
المكورات العنقودية الذهبية هي بكتيريا لاهوائية أيجابية الفرام، اختيارية و مكورة الشكل (مستديرة الشكل) والتي تظهر في صورة مجموعات عنقودية تشبه العنب والتي يمكن أن تنمو في المياه عالية الملوحة أو المياه منخفضة النشاط.
البكتيرياالمكورة العنقودية الذهبية يمكن أن تعيش على الجلد الذي هو أحد وسائط انتقالها الأساسية. ويمكن أن تسبب مجموعة من الأمراض بدءاً من التهابات الجلد الطفيفة إلى التسمم الغذائي المسبب لالتهاب الأمعاء. وبما أن البشر هم المصدر الرئيسي فإن الانتقال بالعدوى هو الطريقة الأكثر شيوعا التي يتم بها إدخال الكائنات الدقيقة في الأغذية. والأغذية ذات المخاطر العالية هي تلك التي يتم تحضيرها بكميات كبيرة.
المكورات العنقودية الذهبية هي كائنات حقيقية مسببة للتسمم الغذائي. وتنتج سموم لا تتاثر بالحرارة وتلك السموم تصبح بمثابة سم معوي عندما يسمح لها للنمو لعدة ساعات في الأطعمة مثل المواد المخبوزة مملوءة كريم والحوم والدواجن والمرق والبيض وسلطات اللحوم والحلويات والخضروات. من المهم أن نلاحظ أن السموم قد تكون موجودة بكميات خطيرة في الأطعمة التي ليس عليها أي علامات تلف مثل الرائحة السيئة أو زوال اللون والرائحة، أو الملمس أو تغير النكهة.

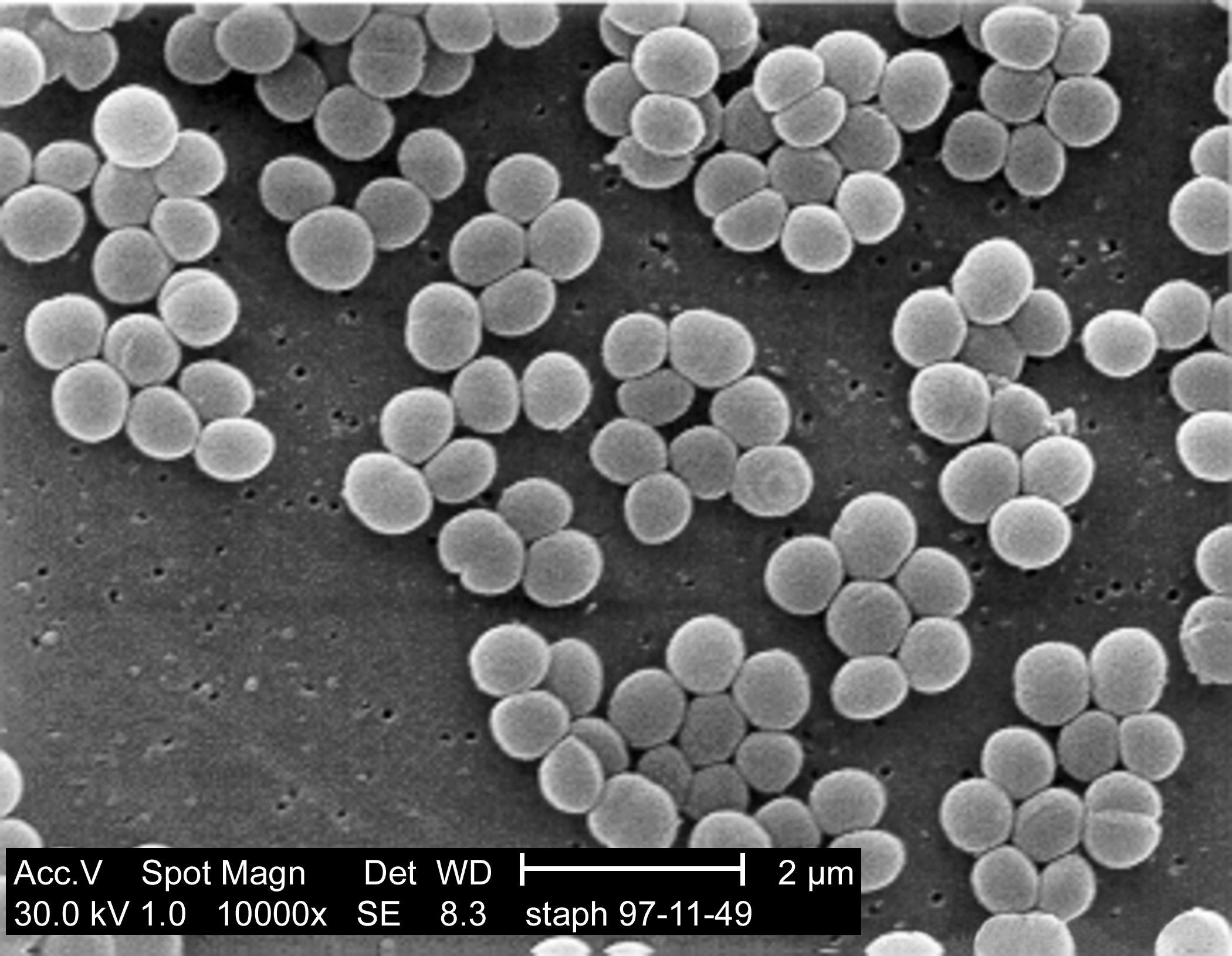
مكورة عنقودية ذهبية

وهناك أنواع أخرى من التهابات الأمعاء: كالتهاب المعدة والأمعاء البكتيرية بواسطة العطيفة (بكتيريا) والإشريكية القولونية والسالمونيلا وشيغيلا وأيضاً التهاب الأمعاء الإشعاعي.

## المسببات
المكورات العنقودية الذهبية هي البكتيريا المنتجة للسم المعوي. وتترجم شفرات كروموسومات السم المعوي إنتاج السم الخارجي الذي يُفرز من العديد من الكائنات البكتيرية. وهو سم لا يتاثر بالحرارة ومقاوم لإنزيم للبروتياز (ببتيداز) المعدي. وابتلاع هذا السم هو الذي يسبب التهاب وتورم الأمعاء.

## الأعراض
تشمل الأعراض الشائعة للتسمم الغذائي للمكورات العنقودية الذهبية: بداية سريعة لظهور الأعراض والتي هي عادة من 1 إلى 6 ساعات والغثيان، القيء الغزير لمدة تصل إلى 24 ساعة ووتشنجات وألم البطن، والصداع، والضعف والإسهال وعادة ما تكون درجة حرارة الجسم تحت الدرجة العادية. وعادة ما تبدأ الأعراض من ساعة إلى ست ساعات بعد تناول الطعام ويستمر لاقل من 12 ساعة.
قد تستغرق مدة بعض الحالات يومين أو أكثر لحلها بالكامل.

## الاختبارات
للكشف عن المكورات العنقودية الذهبية المسببة للتسمم الغذائي التي يمكن أن تؤدي إلى التهاب الأمعاء بالمكورات العنقودية قد تكون هناك حاجة لإجراء اختبار مزرعة براز. يتم استخدام هذه المزرعة للكشف عن وجود البكتيريا المسببة للأمراض وتساعد على تشخيص عدوى الجهاز الهضمي. ففي حالة التهاب الأمعاء بالمكورات العنقودية يتم إجراؤه لمعرفة ما إذا كان البراز موجبا للبكتريا المسببة للأمراض أي يحتوي على تلك البكتيريا.

## العلاج والنظام الغذائي
يعمل العلاج الداعم على الأعراض المصاحبة للمرض وذلك بتعويض السوائل والاملاح المفقودة كهدف أساسي. فالجفاف الناتج عن الإسهال والقيء يعتبر من المضاعفات الأكثر شيوعاً، ولمنع الجفاف من المهم أن تؤخذ جرعات متكررة من شراب الإماهة (مثل الماء) أو محاولة شرب كوب من الماء أو شرب الإماهة (أملاح تعويض المياه بالفم) بعد عمليه التبرز.
ويلزم إتباع نظام غذائي واضح لتعويض السائل المفقودة أثناءالقيء وحتي نهاية الإسهال ومن ثم نبدا ببطء بإدخال حمية قليلة الألياف للنظام الغذائي. يتكون النظام الغذائي (حمية قليلة الألياف) من الموز والأرز[ ؟ ] والتفاح والشاي والخبز المحمص. ومن المهم أيضاً تجنب الأطعمة المحتوية على نسبة عالية من الألياف أو من الصعب هضمها.

## الوقاية
يمكن تجنب الإصابة بالتهاب الأمعاء بالمكورات العنقودية باستخدام معايير النظافة الشخصية والعامة أثناء إعداد الطعام. وهذا ينطبق علي طهي جميع اللحوم. فإذا كان الطعام سيتم تخزينه أكثر من ساعتين، فحافظ على الأطعمة الساخنة (في درجة حرارة أكثر من 140 درجة فهرنهايت) والأطعمة الباردة اجعلها باردة (في درجة حرارة 40 درجة فهرنهايت أو أقل).
تأكد من وضع بقايا الطعام في المبرد وتخزين الطعام المطبوخ في حاوية واسعة وكبيرة في أقرب وقت ممكن. الصرف العامة مهمة جدا فحافظ على نظافة المطابخ وكذلك منطقة تقديم الطعام وإجعلها معقمة. وأخيراً بما أن حدوث التسمم الغذائي بالمكورات العنقودية يكون بسبب اليدين فيجب غسلهما جيداً وهذاأمر بالغ الأهمية. يجب على متعاطي الأغذية استخدام مطهرات اليد مثل الكحول أو غسل اليدين بالصابون والماء.
نصائح لغسل اليدين:
1-غسل اليدين بالماء الدافئ والصابون قبل وبعد تناول الأغذية النيئة.
- أولا، رطب يديك.
- أضف الصابون إلي يديك
- إفرك كلا الجانبين لمدة 20 ثانية على الأقل.
- الشطف اليدين جيدا.
- التجفيف بالهواء الجاف، أو تجفيف يديك بمنشفة نظيفة أو منشفة ورقية.

2-غسل اليدين دائما بعد استخدام الحمام وبعد تغيير حفاضات الطفل وبعد لمس الحيوانات الأليفة أو الحيوانات الأخرى وبعد العطس أو السعال
3-استخدام القفازات المناسبة.